# Ermenguer
Ermenguer fue el primer conde de Ampurias (v 813-v 817).
Cuando la región se estabilizó después de haber sido conquistada por los francos, el pagus de Ampurias se separó del condado de Gerona y Ermenguer, que es probable que fuera un noble godo local, fue nombrado conde por el emperador Carlomagno (o quizá por su hijo Luis el Piadoso), hacia el año 813, aproximadamente.
En el año 812, diversos condes de Septimania y Gotia, entre ellos el conde de Ampurias, viajaron hasta la corte de Carlomagno, en Aquisgrán, para asistir a un juicio interpuesto contra ellos a causa de la imposición de unos tributos excesivos sobre las tierras de un grupo de terratenientes hispánicos. Es probable que, en 812 ya hubiera un conde privado de Ampurias y que este fuera Ermenguer.
El hecho más notable del gobierno de Ermenguer fue la victoria naval obtenida en lucha contra los piratas sarracenos, que se llevó a cabo cerca de las islas Baleares en el año 813. Ermenguer, al frente de una flota carolingia recientemente creada, zarpó hacia las islas para luchar contra la piratería que asolaba las costas mediterráneas. Cerca de las Baleares se encontró con unos bajeles sarracenos que regresaban tras haber saqueado Córcega y Cerdeña. En la batalla naval que les enfrentó los piratas fueron derrotados, ocho de sus naves apresadas y 500 prisioneros cristianos fueron liberados. Los francos tomaron las Baleares poniéndolas bajo el protectorado del condado de Ampurias, pero las perdieron a manos de los musulmanes en el año 848.
Hacia el 817, tal vez porque muriera Ermenguer, o se llevara a cabo una reorganización carolingia en la distribución de los condados en Aquitania, Septimania y la Marca Hispánica, el condado de Ampurias pasó a manos de Gaucelmo que era, también, conde del Rosellón.